# 米尔顿凯恩斯足球俱乐部
米爾頓凱恩斯足球會（英語：Milton Keynes Dons F.C.，发音为/ˌmɪltən ˈkiːnz ˈdɒnz/，簡稱MK Dons）是位於英格蘭東南部白金漢郡高科技城市米尔顿凯恩斯的職業足球隊，於2003年由倫敦南部遷入，被視為溫布頓的延續，2014/15年奪得英甲聯賽亞軍，升級英冠聯賽作賽。但在2016年米爾頓凱恩斯降回英甲聯賽，2018年更護級失敗降至英乙聯賽。2019年，米爾頓凱恩斯奪得英乙季軍，來屆回升英甲聯賽。

## 歷史
1990年代末期米尔顿凯恩斯一名音樂企業家皮特·溫克爾曼（Pete Winkelman）察覺到主要火車站旁正建議進行大型商業發展，包括著名零售店ASDA及宜家，其中部分為興建一個新運動場，溫克爾曼認定機不可失，但米尔顿凯恩斯原有的球隊米尔顿凯恩斯只在低級別的地區聯賽作賽，很難說服投資者支持一隊沒有球迷的地區球隊，故此計劃從其他城市引入一支頂級職業足球隊。自1998年起，溫克爾曼不斷接觸一些有財務困難的球隊，包括、盧頓及等，但都不得要領。
溫布頓因沒有主場球場（自1990年代初期即與水晶宮共用塞尔赫斯特公园球场）及觀眾數字偏低，一直尋求遷離原居地，與溫克爾曼不謀而合，2002年5月28日足總批准溫布頓遷移米尔顿凯恩斯。但15個月後當溫布頓正進行搬遷時，球隊因超越2,000萬英鎊的欠債而進行債務重組。2003/04年溫布頓被迫將隊中最好的球員出售減債，因此在季末降級甲級聯賽。2003年夏季溫克爾曼集資將「國家曲棍球球場」（National Hockey Stadium）改建為適合足球比賽，同年9月溫布頓遷入米尔顿凯恩斯。2004年春季溫克爾曼購入溫布頓以免球隊因破產而清盤。

### 更改名稱
2004年6月，不管足總獨立委員會的建議保留“溫布頓”及早前答允讓球迷投票決定球隊新名字，溫克爾曼宣佈溫布頓更名為米尔顿凯恩斯頓斯（Milton Keynes Dons）。溫克爾曼宣稱在球隊新名字中加上“頓斯”（Dons）已足夠維繫球隊以前的歷史，但明顯地只想埋藏過去。當7月1日球隊在新東主及名字中脫離債務重組後，溫克爾曼揭示新的球隊顏色及隊徽，事前未作任何諮詢，隊徽的年份顯示為MMIV，即代表球隊是成立於2004年的一支新球隊，而球隊的域名mkdons.com更早在2000年已註冊。

## 大事紀年
| 年 份   | 事 項                                                       |
| ------- | ----------------------------------------------------------- |
| 2004    | 由溫布頓更名米尔顿凯恩斯                                    |
| 2005    | 由於因進行債務重組而扣減10分，僅以得失球差避免降級          |
| 2006    | 英甲聯賽排第廿二位，降級英乙聯賽                            |
| 2006-07 | 英乙聯賽排第四位，附加賽準決賽兩回合累計1-2負於             |
| 2007-08 | 溫布萊決賽2-0擊敗，聯賽錦標冠軍。英乙聯賽冠軍，升級英甲聯賽 |
| 2008-09 | 英甲聯賽排第三位，附加賽準決賽兩回合累計1-1，十二碼6-7負於  |
| 2010-11 | 英甲聯賽排第五位，附加賽準決賽兩回合累計3-4負於             |
| 2011-12 | 英甲聯賽排第五位，附加賽準決賽兩回合累計2-3負於哈德斯菲爾德 |
| 2014-15 | 英甲聯賽亞軍，升班英冠聯賽                                  |
| 2015-16 | 英冠聯賽排第廿三位，降級英甲聯賽                            |
| 2017-18 | 英甲聯賽排第廿三位，降級英乙聯賽                            |
| 2018-19 | 英乙聯賽季軍，升班英甲聯賽                                  |
| 2021-22 | 英甲聯賽排第三位，附加賽準決賽兩回合累計1-2負於韋甘比       |

## 近況
- 2015年7月20日，明年夏季約滿的領隊卡爾·羅賓遜（Karl Robinson）簽署沒有透過年期的新約[3]。

### 盃賽成績
| 圈數           | 日期          | 主／客   | 對賽球隊 | 紀錄                                     |
| 聯 賽 盃       | 聯 賽 盃      | 聯 賽 盃 | 聯 賽 盃 | 聯 賽 盃                                 |
| -------------- | ------------- | -------- | -------- | ---------------------------------------- |
| 第一圈         | 2015年8月11日 | 主       |          | 勝2-1 （页面存档备份，存于）             |
| 第二圈         | 2015年8月25日 | 主       | 卡迪夫城 | 勝1-1 （页面存档备份，存于） （加時2-1） |
| 第三圈         | 2015年9月23日 | 主       |          | 負0-6 （页面存档备份，存于）             |
| 足 總 盃       |               |          |          |                                          |
| 第三圈         | 2016年1月9日  | 客       |          | 和2-2 （页面存档备份，存于）             |
| 第三圈（重賽） | 2016年1月19日 | 主       |          | 勝3-0 （页面存档备份，存于）             |
| 第四圈         | 2016年1月31日 | 主       |          | 負1-5 （页面存档备份，存于）             |

## 主場球場

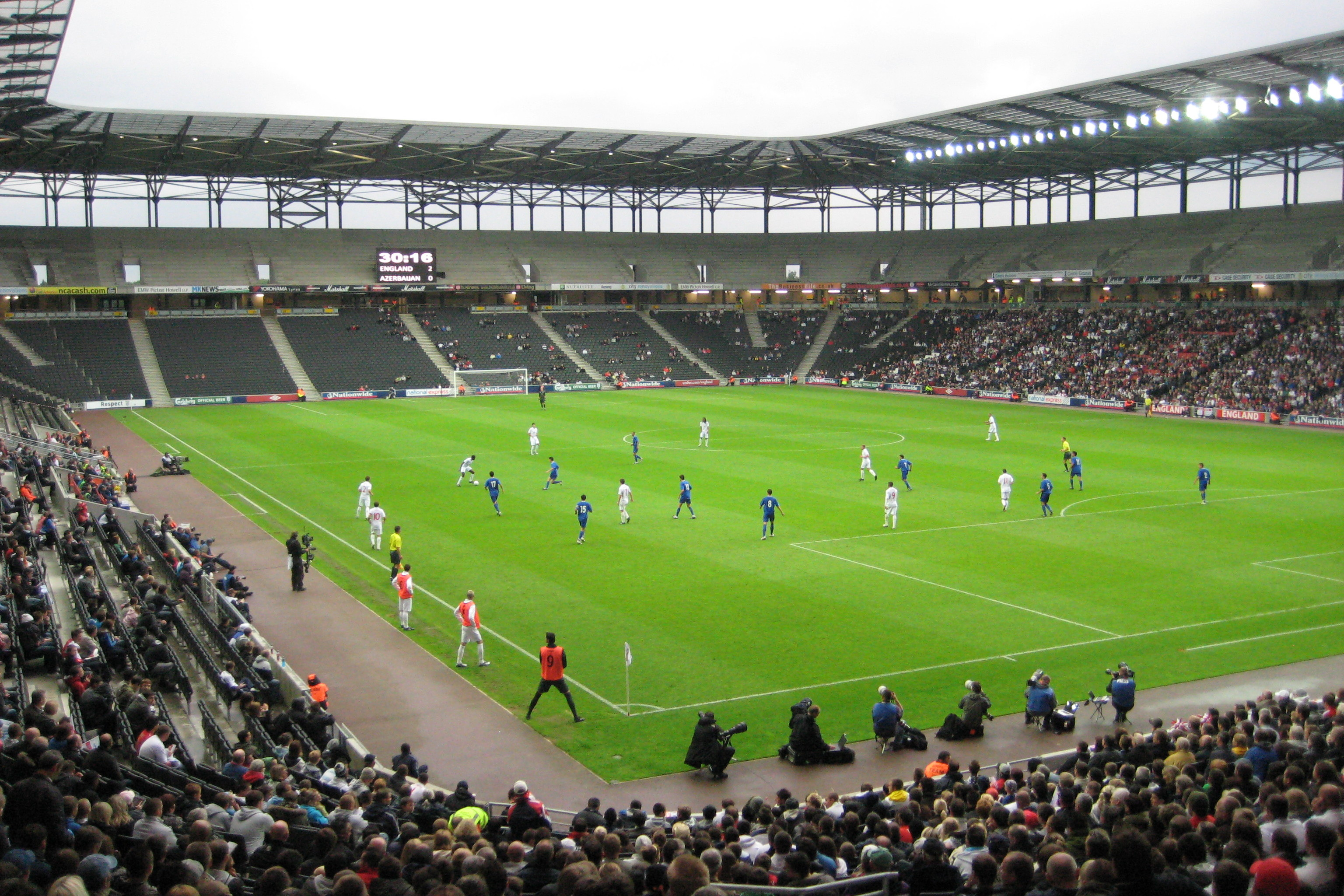
MK運動場

2005年2月球隊聘請的建築公司開展在布萊切利火車站（Bletchley railway station）附近登比北（Denbigh North）的新綜合運動場工程，興建一座22,000座室外運動場及供米尔顿凯恩斯雄獅籃球隊（Milton Keynes Lions）使用的5,000座室內運動場，室外運動場的設計達到歐洲足球協會（UEFA）的第四類標準，新球場名為MK運動場（stadiummk），於2007年7月正式落成使用，並於同年11月29日由英女皇正式揭幕。

## 榮譽
- 乙級聯賽冠軍：2007/08年
- 聯賽錦標 冠軍：2008年